# Алессандро Мікелетто
Алессандро Мікелетто (італ. Alessandro Michieletto; нар. 5 грудня 2001, Дезенцано-дель-Гарда) — італійський волейболіст, гравець збірної Італії та клубу «Трентіно Воллей».

## Життєпис
Народився 5 грудня 2001 року в Дезенцано-дель-Гарда.
У фінальному матчі Євро-2021 набрав 17 очок, ставши другим за цим показником у своїй команді.

### Досягнення
зі збірною
- чемпіон світу 2022
- переможець Євро-2021
- віцечемпіон Євро-2020 (U-20)[5]

клубні
- володар Суперкубка Італії 2021

особисті
- MVP Євро-2020 (U-20)[5]